# Albatros J.II
L'Albatros J.II (designazione aziendale L 42) era un biplano monomotore biposto da attacco al suolo e cooperazione con l'esercito prodotto dall'allora azienda tedesco imperiale Albatros Flugzeugwerke GmbH negli anni dieci del XX secolo.
Evoluzione del precedente Albatros J.I, venne prevalentemente utilizzato dalla Luftstreitkräfte, la componente aerea del Deutsches Heer (l'esercito imperiale tedesco), durante le ultime fasi della prima guerra mondiale.

## Storia del progetto
All'inizio del 1918 la Albatros decise di avviare lo sviluppo di un nuovo modello per migliorare le prestazioni del precedente J.I avviato alla produzione in serie nel 1917. Il progetto del nuovo velivolo, identificato dall'azienda come L 42, riprendeva l'impostazione del precedente modello, biplano monomotore biposto a carrello fisso, introducendo alcune migliorie tecniche ed una maggiore corazzatura. Venne modificato il puntone centrale che collegava l'ala superiore alla fusoliera ed introdotti nuovi alettoni, inoltre venne installata l'ultima versione del motore Benz, il più potente Bz.IVa da 220 PS (164 kW), resasi disponibile in quel periodo. Il J.II si distingueva inoltre dal suo predecessore per la mancanza dell'ogiva che copriva il mozzo dell'elica nel precedente modello.
Il prototipo si rivelò in grado di fornire buone prestazioni, quindi venne presentato alla commissione Idflieg: questa lo valutò positivamente e la Albatros ottenne un ordine per la fornitura di 50 esemplari, matricole 125 - 174/18. Tuttavia il modello venne avviato alla produzione in serie molto più tardi in quanto l'azienda era impegnata ad evadere il precedente ordine per i J.I.
Gli esemplari di serie, oltre all'armamento standard difensivo basato su una mitragliatrice Parabellum MG 14 brandeggiabile calibro 7,92 mm montata su supporto ad anello a disposizione del secondo membro dell'equipaggio, furono inizialmente equipaggiati anche con una coppia di mitragliatrici sparanti verso il basso, tuttavia durante il servizio operativo tale soluzione si rivelò poco sfruttabile a causa dell'assenza di visibilità durante le incursioni a bassa quota e quest'armamento venne rimosso. Era anche prevista l'introduzione di due mitragliatrici LMG 08/15, sempre calibro 7,92 mm, posizionate in caccia, ma esaminando le fotografie a disposizione degli storici non sembra siano mai state installate.

## Impiego operativo
Non si hanno notizie certe sulla data in cui i primi esemplari vennero consegnati ai reparti della Luftstreitkräfte, ma all'agosto 1918 risultavano in prima linea 20 J.II. rimanendo in servizio nelle file tedesco imperiali fino al termine della prima guerra mondiale.
Al termine del conflitto, in seguito alle restrizioni imposte dal trattato di Versailles, l'intera flotta di velivoli militari tedeschi venne requisita per essere assegnata alle forze aeree alleate alla Triplice intesa come parte del risarcimento dei danni subiti od essere avviata alla distruzione.
I J.II vennero quindi messi a terra e progressivamente smantellati. Nel 1919 tuttavia, nell'ambito della Guerra lituano-sovietica, durante un'operazione nella città di Radviliškis truppe lituane rinvennero in un magazzino militare 3 esemplari di J.II, matricole 705, 710 e 714. Gli esemplari nell'ottobre 1920 vennero integrati nei reparti della Karinės Oro Pajėgos, i primi due destinati ad impieghi operativi ed il terzo destinato a fornire le parti di ricambio. Il 710 risulta aver partecipato ad operazioni durante la Guerra polacco-lituana rimanendo poi in servizio fino al 1940. Nell'ambito dell'occupazione sovietica almeno un esemplare venne inviato in Unione Sovietica, ma da quel momento se ne persero le tracce.

## Utilizzatori
Germania
- Luftstreitkräfte

 Lituania
- Karinės Oro Pajėgos

acquisì tre esemplari catturati nel periodo postbellico.